# Adnan Januzaj
Adnan Januzaj (Bruselas, 5 de febrero de 1995) es un futbolista belga de ascendencia albanokosovar que juega de centrocampista en el Sevilla F. C. de la Primera División de España.
También es internacional absoluto con la selección de Bélgica.
Debutó en las categorías infantiles del R. S. C. Anderlecht y en 2011 firmó un contrato con el Manchester United de la Premier League inglesa. Tras ganar el título a mejor jugador del equipo reserva en 2013, debutó ese mismo año con el plantel profesional.

## Trayectoria

### Manchester United
Nació en Bruselas, A los diez años ingresó en las categorías inferiores del R. S. C. Anderlecht y formó parte de su equipo juvenil durante seis años, hasta que en marzo de 2011 fichó por el Manchester United tras llamar la atención de sus ojeadores.
En la temporada 2012-13, el entrenador Alex Ferguson le ofreció el dorsal «44» del primer equipo, aunque no disputó ningún partido oficial y solo fue suplente en la última jornada, contra el West Bromwich Albion. Ese mismo año recibió el "premio Denzil Haroun" a mejor jugador del equipo reserva.
Hizo su debut con el equipo inglés el 11 de agosto de 2013 sustituyendo a Robin van Persie en la Community Shield. Un mes después debutó como suplente en la Premier League ante el Crystal Palace F. C. En su primer partido como titular, el 5 de octubre, anotó dos goles en la victoria de su equipo frente al Sunderland A. F. C. Bajo las órdenes del técnico David Moyes, disputó un total de 27 partidos de liga e hizo cuatro goles.
En todo ese tiempo, también se especuló con qué selección internacional elegiría para disputar partidos internacionales. Es belga de nacimiento pero por vía familiar también podía haber iniciado los trámites para jugar con Kosovo, en caso de sus padres, o incluso por Serbia y Turquía en el de sus abuelos. Además, el hecho de haberse formado en Inglaterra le habría permitido elegir ese país si lo hubiese deseado. Al final se decantó por Bélgica porque su director técnico, Marc Wilmots, le prometió que le convocaría para la Copa Mundial de Fútbol de 2014.
Para la temporada 2014-15, bajo el mando de Louis van Gaal, heredó el dorsal número "11" del  galés Ryan Giggs. Hizo su primera aparición de la temporada como sustituto en el partido inaugural de la Premier League; una pérdida por 1-2 en casa ante el Swansea City. Su primer inicio de titular de la temporada llegó en un empate 2-2 contra West Bromwich Albion el 20 de octubre de 2014, en el que luchó contra los defensores Sébastien Pocognoli y Joleon Lescott.

### Borussia Dortmund
Para la [temporada 2015-16], fue cedido al Borussia Dortmund para una temporada. Sin embargo, el 7 de enero de 2016 se canceló su cesión,  regresando de forma anticipada al Manchester United, después de jugar apenas 12 partidos y tan sólo en 3 de ellos como titular.

### Sunderland
El 12 de agosto de 2016, Januzaj aceptó unirse al Sunderland en un movimiento de préstamo de temporada desde el Manchester United, donde coincidirá con su descubridor David Moyes. Januzaj hizo su debut al día siguiente, saliendo de la banca contra el Manchester City en una derrota por 2-1 en el primer fin de semana de la temporada de la Premier League. En su tercer partido con el Sunderland, contra Shrewsbury Town, Januzaj anotó su primer gol para el equipo. Adnan fue expulsado por dos tarjetas amarillas el 18 de septiembre en una derrota por 1-0 ante el Tottenham. Seis días después, sufrió una lesión en el tobillo que lo descartó durante al menos seis semanas durante la derrota por 3-2 ante el Crystal Palace. En diciembre, Moyes dijo que a pesar del talento de Januzaj, necesitaba mejorar sus actuaciones en el Sunderland si quería entrar en el equipo del Manchester United. Finalmente, acabó su periodo de cesión con 28 partidos jugados, 1 gol y 3 asistencias.

### España
El 12 de julio de 2017 se confirmó su fichaje por la Real Sociedad de España a cambio de unos 11 millones de euros. Hizo su debut en La Liga el 10 de septiembre, en un triunfo por 4-2 ante el Deportivo de La Coruña. Anotó su primer gol el 5 de noviembre en una victoria en casa por 3-1 ante la S. D. Eibar. Luego de un comienzo difícil en el equipo realista, acabó la temporada como uno de los más destacados, jugando finalmente 35 partidos, haciendo 4 goles y dando 6 asistencias en total, números que le valieron para estar en el Mundial de Rusia.
El 3 de abril de 2021, en el Estadio de la Cartuja, conquistó la Copa del Rey al vencer en la final, pendiente del año anterior debido a la pandemia de COVID-19, por 1-0 al eterno rival, el Athletic Club.
El 23 de mayo de 2022 la Real Sociedad emitió un comunicado en el que informaba que no sería renovado y abandonaba el club tras cinco temporadas. El 31 de agosto firmó por el Sevilla F. C. hasta 2026, aunque antes del cierre del mercado invernal de la temporada 2022-23 fue cedido sin opción a compra al Estambul Başakşehir F. K.
El 24 de julio de 2024 fue prestado por el club hispalense a la U. D. Las Palmas hasta junio de 2025.

## Selección nacional
Adnan Januzaj es internacional por la selección de Bélgica y debutó en la Copa Mundial de Fútbol de 2014. El 29 de abril de 2014, el técnico de la selección belga, Marc Wilmots, confirmó su inclusión en la lista preliminar de 27 jugadores con miras a la Copa Mundial de Fútbol de 2014.
El 13 de mayo de 2014 fue incluido en la lista final jugadores convocados. El 25 de mayo le fue asignado el dorsal número 20, y debutó oficialmente frente a Corea del Sur.
El 4 de junio de 2018 el seleccionador Roberto Martínez lo incluyó en la lista de 23 para el Mundial. El equipo tuvo una destacadísima actuación, obteniendo la medalla de bronce (el tercer puesto) luego de eliminar a selecciones como Brasil en cuartos de final y ganar el partido por el tercer puesto a Inglaterra. Januzaj incluso anotó un gol en el partido frente a los ingleses de la fase de grupos.

### Participaciones en Copas del Mundo
| Mundial                        | Sede   | Resultado        |
| ------------------------------ | ------ | ---------------- |
| Copa Mundial de Fútbol de 2014 | Brasil | Cuartos de final |
| Copa Mundial de Fútbol de 2018 | Rusia  | Tercer lugar     |

## Estadísticas

### Clubes
Actualizado al último partido disputado el 24 de mayo de 2025.
| Club | Div.          | Temporada     | Liga  | Liga  | Liga   | Copas nacionales(1) | Copas nacionales(1) | Copas nacionales(1) | Torneos internacionales(2) | Torneos internacionales(2) | Torneos internacionales(2) | Total | Total | Total  |
| Club | Div.          | Temporada     | Part. | Goles | Asist. | Part.               | Goles               | Asist.              | Part.                      | Goles                      | Asist.                     | Part. | Goles | Asist. |
| --- | ------------- | ------------- | ----- | ----- | ------ | ------------------- | ------------------- | ------------------- | -------------------------- | -------------------------- | -------------------------- | ----- | ----- | ------ |
| Manchester United F. C. Inglaterra | 1.ª           | 2013-14       | 27    | 4     | 3      | 6                   | 0                   | 2                   | 2                          | 0                          | 0                          | 35    | 4     | 5      |
| Manchester United F. C. Inglaterra | 1.ª           | 2014-15       | 18    | 0     | 0      | 3                   | 0                   | 0                   | ―                          | ―                          | ―                          | 21    | 0     | 0      |
| Manchester United F. C. Inglaterra | 1.ª           | 2015-16       | 5     | 1     | 0      | 0                   | 0                   | 0                   | 2                          | 0                          | 0                          | 7     | 1     | 0      |
| Manchester United F. C. Inglaterra | Total club    | Total club    | 50    | 5     | 3      | 9                   | 0                   | 2                   | 4                          | 0                          | 0                          | 63    | 5     | 5      |
| Borussia Dortmund · Alemania | 1.ª           | 2015-16       | 6     | 0     | 2      | 1                   | 0                   | 0                   | 5                          | 0                          | 1                          | 12    | 0     | 3      |
| Borussia Dortmund · Alemania | Total club    | Total club    | 6     | 0     | 2      | 1                   | 0                   | 0                   | 5                          | 0                          | 1                          | 12    | 0     | 3      |
| Sunderland A. F. C. Inglaterra | 1.ª           | 2016-17       | 25    | 0     | 3      | 3                   | 1                   | 0                   | ―                          | ―                          | ―                          | 28    | 1     | 3      |
| Sunderland A. F. C. Inglaterra | Total club    | Total club    | 25    | 0     | 3      | 3                   | 1                   | 0                   | 0                          | 0                          | 0                          | 28    | 1     | 3      |
| Real Sociedad · España | 1.ª           | 2017-18       | 28    | 3     | 5      | 1                   | 0                   | 0                   | 6                          | 1                          | 1                          | 35    | 4     | 6      |
| Real Sociedad · España | 1.ª           | 2018-19       | 20    | 1     | 3      | 4                   | 1                   | 1                   | ―                          | ―                          | ―                          | 24    | 2     | 4      |
| Real Sociedad · España | 1.ª           | 2019-20       | 24    | 4     | 3      | 5                   | 4                   | 1                   | ―                          | ―                          | ―                          | 29    | 8     | 4      |
| Real Sociedad · España | 1.ª           | 2020-21       | 27    | 4     | 5      | 2                   | 0                   | 0                   | 7                          | 0                          | 0                          | 36    | 4     | 5      |
| Real Sociedad · España | 1.ª           | 2021-22       | 33    | 3     | 0      | 4                   | 1                   | 0                   | 7                          | 1                          | 2                          | 44    | 5     | 2      |
| Real Sociedad · España | Total club    | Total club    | 132   | 15    | 16     | 16                  | 6                   | 2                   | 17                         | 2                          | 3                          | 165   | 22    | 21     |
| Sevilla F. C. · España | 1.ª           | 2022-23       | 2     | 0     | 0      | 1                   | 0                   | 0                   | 3                          | 0                          | 0                          | 6     | 0     | 0      |
| Estambul Başakşehir F. K. Turquía | 1.ª           | 2022-23       | 11    | 2     | 0      | 4                   | 0                   | 0                   | 2                          | 1                          | 0                          | 17    | 3     | 0      |
| Estambul Başakşehir F. K. Turquía | Total club    | Total club    | 11    | 2     | 0      | 4                   | 0                   | 0                   | 2                          | 1                          | 0                          | 17    | 3     | 0      |
| Sevilla F. C. · España | 1.ª           | 2023-24       | 8     | 0     | 0      | 3                   | 0                   | 0                   | 0                          | 0                          | 0                          | 11    | 0     | 0      |
| Sevilla F. C. · España | Total club    | Total club    | 10    | 0     | 0      | 4                   | 0                   | 0                   | 3                          | 0                          | 0                          | 17    | 0     | 0      |
| U. D. Las Palmas · España | 1.ª           | 2024-25       | 18    | 2     | 1      | 2                   | 0                   | 0                   | ―                          | ―                          | ―                          | 20    | 2     | 1      |
| U. D. Las Palmas · España | Total club    | Total club    | 18    | 2     | 1      | 2                   | 0                   | 0                   | 0                          | 0                          | 0                          | 20    | 2     | 1      |
| Total carrera | Total carrera | Total carrera | 252   | 23    | 25     | 39                  | 7                   | 4                   | 31                         | 3                          | 4                          | 322   | 33    | 33     |
| (1) Incluye datos de Community Shield, Capital One Cup, FA Cup, Copa de Alemania, Copa del Rey y Copa de Turquía. (2) Incluye datos de Liga de Campeones de la UEFA, Liga Europa de la UEFA y Liga Europa Conferencia de la UEFA. |               |               |       |       |        |                     |                     |                     |                            |                            |                            |       |       |        |

### Selección nacional
Actualizado al último partido jugado el 29 de marzo de 2022.
| Selección | Año  | Amistosos | Amistosos | Amistosos | Eurocopa | Eurocopa | Eurocopa | Eliminatorias Europeas | Eliminatorias Europeas | Eliminatorias Europeas | Mundial | Mundial | Mundial | Eliminatorias Mundialistas | Eliminatorias Mundialistas | Eliminatorias Mundialistas | Total | Total | Total  |
| Selección | Año  | Part.     | Goles     | Asist.    | Part.    | Goles    | Asist.   | Part.                  | Goles                  | Asist.                 | Part.   | Goles   | Asist.  | Part.                      | Goles                      | Asist.                     | Part. | Goles | Asist. |
| --------- | ---- | --------- | --------- | --------- | -------- | -------- | -------- | ---------------------- | ---------------------- | ---------------------- | ------- | ------- | ------- | -------------------------- | -------------------------- | -------------------------- | ----- | ----- | ------ |
| Bélgica   | 2014 | 4         | 0         | 0         | -        | -        | -        | 1                      | 0                      | 0                      | 1       | 0       | 0       | -                          | -                          | -                          | 6     | 0     | 0      |
| Bélgica   | 2015 | 0         | 0         | 0         | -        | -        | -        | -                      | -                      | -                      | -       | -       | -       | -                          | -                          | -                          | 0     | 0     | 0      |
| Bélgica   | 2016 | 0         | 0         | 0         | -        | -        | -        | -                      | -                      | -                      | -       | -       | -       | -                          | -                          | -                          | 0     | 0     | 0      |
| Bélgica   | 2018 | 2         | 0         | 0         | -        | -        | -        | 1                      | 0                      | 0                      | 1       | 1       | 0       | -                          | -                          | -                          | 4     | 1     | 0      |
| Bélgica   | 2019 | 0         | 0         | 0         | -        | -        | -        | 2                      | 0                      | 0                      | 0       | 0       | 0       | -                          | -                          | -                          | 2     | 0     | 0      |
| Bélgica   | 2021 | 0         | 0         | 0         | -        | -        | -        | 0                      | 0                      | 0                      | 0       | 0       | 0       | 1                          | 0                          | 1                          | 1     | 0     | 1      |
| Bélgica   | 2022 | 2         | 0         | 0         | -        | -        | -        | 0                      | 0                      | 0                      | 0       | 0       | 0       | 0                          | 0                          | 0                          | 2     | 0     | 0      |

## Palmarés

### Títulos nacionales
| Título           | Club                    | País       | Año     |
| ---------------- | ----------------------- | ---------- | ------- |
| Community Shield | Manchester United F. C. | Inglaterra | 2013    |
| FA Cup           | Manchester United F. C. | Inglaterra | 2015-16 |
| Copa del Rey     | Real Sociedad           | España     | 2019-20 |